# Čitluk
Čitluk (v srbské cyrilici Читлук) je město v Bosně a Hercegovině, na jihu země, v regionu Hercegoviny. Administrativně je součástí Hercegovsko-neretvanského kantonu.
Město, v němž v roce 2013 žilo 3 377 obyvatel, se nachází na silničním tahu z města Mostar do města Ljubuški. V blízkosti Čitluku se také nachází katolické poutní místo Međugorje. Čitluk je přirozeným centrem plošiny Brotnjo, která se nachází západně od řeky Neretvy v této části Bosny.
První písemná zmínka o Čitluku pochází z let 1306/1307 z dubrovnických záznamů. V letech 1694 až 1715 byl Čitluk součástí Benátské republiky, poté byl až do roku 1878 na území Osmanské říše. Od roku 1992 se nachází na území samostatné Bosny a Hercegoviny.
Obyvatelstvo Čitluku je většinově chorvatské národnosti.
Tradičními odvětvími, kterým se místní obyvatelstvo věnuje, je výroba vína a zpracování tabáku.